# Engine Alliance
Engine Alliance (EA) — американский производитель авиационных двигателей, базирующийся в Ист-Хартфорде, Коннектикут. Компания представляет собой совместное предприятие 50/50 GE Aviation, дочерней компании General Electric, и Pratt & Whitney, дочерней компании United Technologies. Engine Alliance был создан в августе 1996 года для разработки, производства, продажи и технического сопровождения семейства авиационных двигателей для широкофюзеляжных дальнемагистральных самолетов.
Такие двигатели, как GP7100, первоначально предназначалось для проектов Boeing 747-500/600X, но их производств было прекращено из-за отсутствия спроса со стороны авиакомпаний.
Вместо этого для использования на Airbus A380 superjumbo был модернизирован двигатель GP7000. На этом рынке он конкурировал с Rolls-Royce Trent 900. Компания также выпускает двигатели GP7270 и GP7277.
30 сентября 2017 года двигатель Engine Alliance GP7270 вышел из строя во время пассажирского рейса рейса 66 Air France.

## Внешние ссылки
- enginealliance.com — официальный сайт Engine Alliance